# Пяййянне (национальный парк)
Пяййянне (фин. Päijänteen kansallispuisto) — национальный парк, расположен в Финляндии, в южной части одноименного озера Пяййянне, второго по величине в Финляндии, снабжающего водой Хельсинки и столичную агломерацию по водоводу длиной 120 км.
Национальный парк включает в свой состав примерно пятьдесят необитаемых островов, а также части обитаемых. Некоторые из этих островов представляют собой озёрно-ледниковые гряды. Это гряды Пулккиланхарью (Pulkkilanharju) и Келвенне (Kelvenne). Основан в 1993 г., его площадь составляет 14 кв. км.